# BBC東部

播出地區

BBC東部（BBC East）是英國廣播公司（BBC）在英格蘭的一個播出地區，播出範圍包括了諾福克郡、薩福克郡、埃塞克斯郡、劍橋郡、北安普敦郡、貝德福德郡、赫特福德郡和白金漢郡的北部地區。BBC東部製作地方新聞節目BBC Look East、新聞雜誌節目Inside Out、政治節目Sunday Politics和足球雜誌節目Late Kick Off，並且也獨自製作廣播節目。

## 外部連結
- 在BBC Online了解BBC Local News
- 在BBC Online了解BBC Look East